# Marc Freund-Valade
Pour les articles homonymes, voir Freund et Valade.
Marc Freund-Valade, né à Schiltigheim le 7 mai 1899 et mort à Vic-sur-Aisne le 8 octobre 1996, est un haut fonctionnaire français et préfet de État français (1940-1944)
Son rôle comme Préfet de Vichy sous l'Occupation fut controversé, mais son intervention face au massacre d'Oradour-sur-Glane plaida en sa faveur.

## Biographie
Paul Marc Freund est le fils du pasteur luthérien Georges Paul Freund et de Marie Marguerite Oberlin. 
Il fait ses études de droit à Montpellier et Strasbourg et obtient, en 1921, le diplôme de l’Institut des hautes études internationales de l’université de Paris. 
Successivement secrétaire particulier de Louis Marin, ministre des Pensions, et rédacteur à la Direction générale des affaires d’Alsace et de Lorraine à Paris, il est remarqué par le président Poincaré qui le fait nommer en 1928 sous-préfet d’Erstein (Bas-Rhin). 
Il se marie à La Roche-Chalais en Dordogne, le 6 juin 1930 avec Jacqueline Valade, dont le père est industriel à La Roche. Il accole le nom de famille de son épouse au sien, pour éviter une confusion avec un sous-préfet homonyme.

## Carrière professionnelle
Il est nommé directeur de cabinet de Pierre Roland-Marcel, préfet du Bas-Rhin en octobre 1930, puis en 1937 secrétaire général de la préfecture de la Charente. Il est mobilisé le 8 novembre 1939 et devient attaché d’intendance auprès du général de Lattre de Tassigny.
Il est démobilisé en 1940 et nommé secrétaire général de la police à Nice. Il devient préfet de l'Aude en 1942, puis préfet de la Haute-Vienne et de la région de Limoges, poste qu’il occupe jusqu'à la Libération.

## Prise de position après le massacre d'Oradour-sur-Glane
Marc Freund-Valade est préfet de la Haute-Vienne lors de la destruction du village d'Oradour-sur-Glane et du massacre de 643 habitants par un bataillon de la division Das Reich de l'armée nazie. Il se rend avec l'évêque de Limoges, Louis Paul Rastouil, à Oradour, prescrit une journée de deuil, intervient vainement auprès de Vichy pour obtenir que les responsables militaires allemands soient punis. L'allocution qu'il prononce lors des obsèques des victimes, le 22 juin 1944, dans laquelle il condamne le crime des Allemands, est transmise à Londres et aux États-Unis.

## Après-guerre
À la Libération, Marc Freund-Valade est mis d'abord mis en expectative puis en disponibilité sans traitement à partir de décembre 1944, et révoqué le 25 mai 1945. Sa révocation est annulée par le Conseil d'État en février 1947.  Il bénéficie en juillet 1961 d'une reconstitution de carrière, tout en étant admis à prendre sa retraite. 
Il occupe des rôles de premier plan sous Vichy. Fonctionnaire « intègre mais discipliné » du régime de Vichy selon l'historien Jean-Louis Panicacci, lorsqu'il est en poste à Nice, il applique les consignes gouvernementales, mais vient en aide à un couple belge et une cantatrice autrichienne.[réf. nécessaire] Par ailleurs, il autorise les enfants d'une maison d'accueil de Vence à sortir d'un camp d'internement et facilite la délocalisation de ce foyer en septembre 1943, dans la Creuse.
Les comités départementaux de libération de l'Aude et de la Haute-Vienne établissent des rapports sur son rôle durant la Seconde Guerre. Le 6 juillet 1945, la Commission départementale de contrôle, épuration, sélection de l'Aude écrit au juge d'instruction de Carcassonne : "Considérant que M. Freund-Valade, en qualité de préfet de l'Aude, a fait interner 123 personnes, dont la liste fournie par les services de la préfecture, est jointe au présent rapport, propose pour atteinte à la liberté de Français et aux libertés publiques, l'arrestation immédiate et le transfert à Carcassonne de M. Freund-Valade, ex-préfet de l'Aude, en résidence à La Roche-Chalais (Dordogne)." Ce courrier est accompagné de plusieurs témoignages de résistants attestant que Marc Freund-Valade est responsable de la déportation André Morelli, procureur de la République de Carcassonne, qu'il a fait arrêter le 5 septembre 1943 par la Gestapo.
Le pasteur et résistant, Albert Chaudier, président du CDL de Haute-Vienne rend un avis plus favorable. Le président de la sous-commission chargée de l'épuration des administrations centrales et du corps préfectoral d'épuration, Aimé Jeanjean, conclut que Freund-Valade n'a pas été « un préfet de combat ».

## Protestantisme
Marc Freund-Valade est connu comme préfet protestant. 
En 1954 il fait connaître au ministère de l'Intérieur son souhait de succéder à Robert Hoepffner à la présidence du Consistoire supérieur de l’Église de la Confession d’Augsbourg d’Alsace et de Lorraine. Cependant sa candidature n'est pas retenue et c'est Étienne Jung qui est désigné.

## Distinctions
- Officier de la Légion d'honneur (1960)[3].
- Croix de guerre 1939-1945[2]
- Officier de l'ordre national du Mérite (1974[11])

### Archives
- Marc Freund-Valade, rapport sur son activité 1939-1944 au commissaire de la République, 13 octobre 1944, dact., archives familiales
- Freund, dit Freund-Valade, Marc Paul France Archives, dossier F/1bI/769